# Mobilisation serbe de 1914
Dès la remise de sa réponse à l'ultimatum austro-hongrois, le 25 juillet 1914, le gouvernement serbe doit envisager la mobilisation de ses forces armées pour repousser une attaque austro-hongroise.

## Préparatifs

### Crise de Juillet
Dès l'envoi de l'ultimatum austro-hongrois, il apparaît clairement à Nikola Pašić, le premier ministre serbe, et au régent Alexandre que le gouvernement austro-hongrois se montre partisan d'humilier la Serbie.